# PGIM
PGIM, Inc. (tidligere Prudential Investment Management) er en amerikansk formueforvaltningsvirksomhed og et datterselskab til den finansielle servicevirksomhed Prudential Financial.
De har hovedkvarter i Newark, New Jersey. Deres aktiver under forvaltning har en værdi af 1,5 billioner USD.